# أليكس تشو
أليكس تشو (هانغل: 추헌곤) (من مواليد 2 سبتمبر 1979) هو مغن وممثل كوري جنوبي بدأ مسيرته الفنية عام 2001.

## وصلات خارجية
- أليكس تشو على موقع ميوزك برينز (الإنجليزية)
- أليكس تشو على موقع ديسكوغز (الإنجليزية)
- أليكس تشو على موقع قاعدة بيانات الفيلم (الإنجليزية)

- الموقع الإلكتروني